# Orothamnus
Orothamnus es un género monotípico de arbusto perteneciente a la familia de las proteáceas. Su única especie: Orothamnus zeyheri, es un endemismo de Sudáfrica donde se encuentra cerca de la costa.

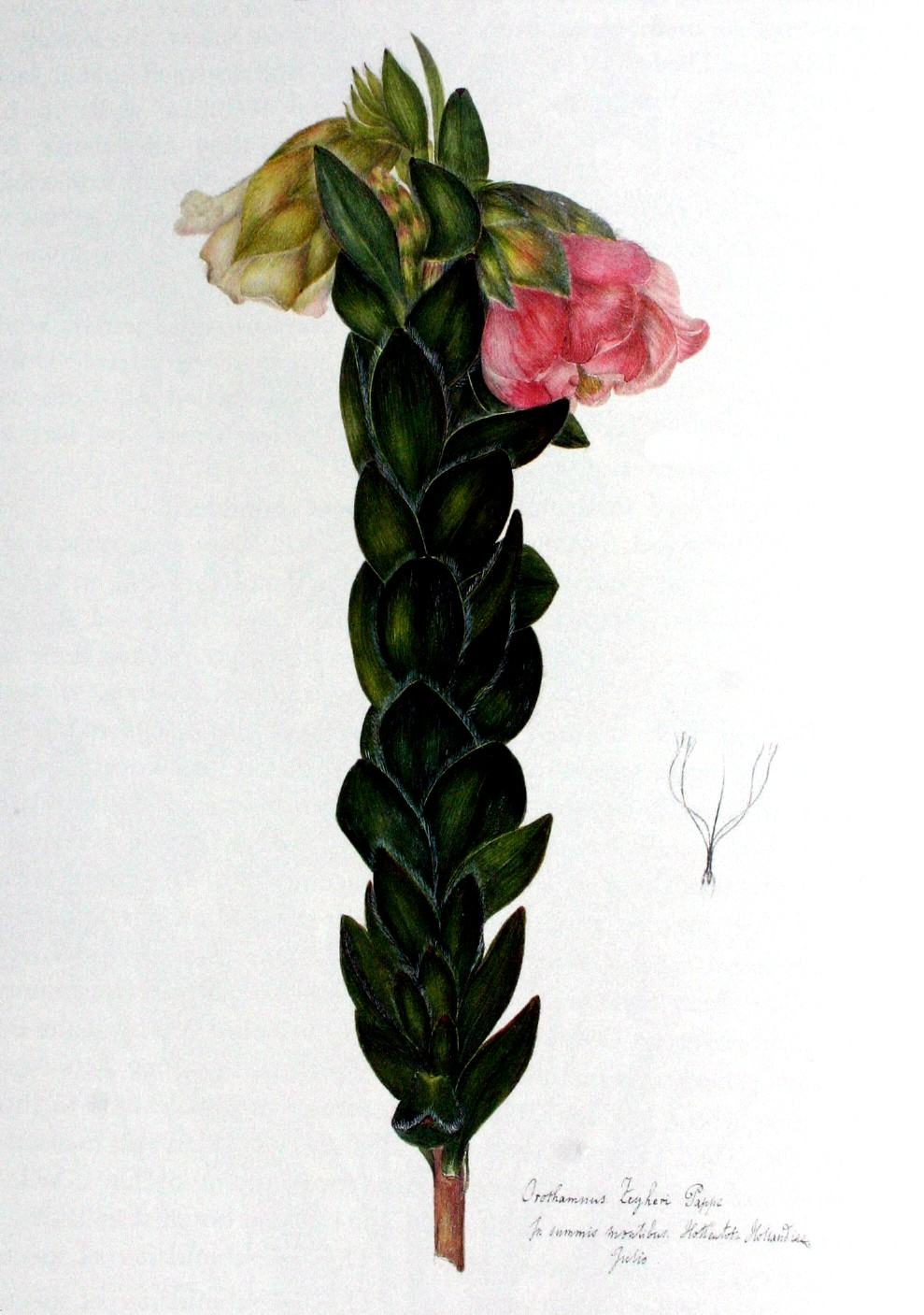
Ilustración

## Descripción
Es un arbusto erecto que alcanza un tamaño de 6-8 m de altura,  las hojas  ligeramente imbricadas, obovadas u oblanceoladas-espatuladas, con un ápice obtuso negruzco, disminuyendo paulatinamente en la base, claramente 5-6-nervados. Las inflorescencias sésiles,  con muchas flores; involucrales-brácteas rosa-rojo, los segmentos de color amarillo limón. Los frutos oblongos, lisos y brillantes.

## Taxonomía
Orothamnus zeyheri fue descrito por Pappe ex Hook. y publicado en Botanical Magazine 74: , t. 4357. 1848.
Etimología
Orothamnus: nombre genérico 
zeyheri: epíteto otorgado en honor del botánico Karl Ludwig Philipp Zeyher.
Sinonimia
- Mimetes zeyheri Meisn.[3]